# Liste der Naturschutzgebiete im Kreis Tulcea
Die Liste der Naturschutzgebiete im Kreis Tulcea umfasst die Naturschutzgebiete von nationaler Bedeutung im Kreis Tulcea in Rumänien. Diese wurden durch das Gesetz Nummer 5 vom 6. März 2000 und den Gerichtsbeschluss Nummer 2.151 vom 30. November 2004 festgelegt.
Von den 24 Naturschutzgebieten des Kreises Tulcea sind 15 dem Biosphärenreservat Donaudelta und 6 dem Nationalpark Măcin-Gebirge zuzuordnen. Hinzu kommen 3 eigenständige Schutzgebiete. Das geologische Reservat Agighiol wurde zum Naturdenkmal erklärt.
| Naturschutzgebiet                  | Ortschaft, Kreis                   | IUCN-Kategorie | Typ des Biotops, Artenschutzgebiets     | Fläche (ha) | Bild |
| ---------------------------------- | ---------------------------------- | -------------- | --------------------------------------- | ----------- | ---- |
| Biosphärenreservat Donaudelta      | Kreis Tulcea, Kreis Constanța      | II             | Nationalpark, Biotopkomplex             | 580.000     |      |
| Roșca-Buhaiova                     | Chilia Veche, Kreis Tulcea         | IV (DD)        | Biotopkomplex                           | 9.625       |      |
| Brackwassersee Murighiol           | Murighiol, Kreis Tulcea            | IV (DD)        | Biotopkomplex                           | 87          |      |
| Erlenwald Erenciuc                 | Sfântu Gheorghe, Kreis Tulcea      | IV (DD)        | Vogelschutzgebiet                       | 50          |      |
| Capul Doloșman                     | Jurilovca, Kreis Tulcea            | IV (DD)        | Vogelschutzgebiet                       | 125         |      |
| Sachalin-Zătoane                   | Sfântu Gheorghe, Kreis Tulcea      | IV (DD)        | Vogelschutzgebiet                       | 21.410      |      |
| Periteașca-Leahova                 | Jurilovca, Murighiol, Kreis Tulcea | IV (DD)        | Vogelschutzgebiet                       | 4.125       |      |
| Vătafu-Lunghuleț                   | Sulina                             | IV (DD)        | Vogelschutzgebiet                       | 1.625       |      |
| Răducu-See                         | C.A. Rosetti, Kreis Tulcea         | IV (DD)        | Biotopkomplex                           | 2.500       |      |
| Popina-Insel                       | Valea Nucarilor, Kreis Tulcea      | IV (DD)        | Vogelschutzgebiet                       | 98          |      |
| Belciug-See                        | Sfântu Gheorghe, Kreis Tulcea      | IV (DD)        | Gewässer- und Vogelschutzgebiet         | 110         |      |
| Potcoava-See                       | Crișan, Kreis Tulcea               | IV (DD) \|     | Gewässer- und Vogelschutzgebiet         | 625         |      |
| Rotundu-See                        | Isaccea, Kreis Tulcea              | IV (DD)        | Gewässer- und Vogelschutzgebiet         | 228         |      |
| Nebunu-See                         | Pardina, Kreis Tulcea              | IV (DD)        | Gewässer- und Vogelschutzgebiet         | 115         |      |
| Caraorman-Wald                     | Crișan, Kreis Tulcea               | IV (DD)        | Waldschutzgebiet                        | 2.250       |      |
| Letea-Wald                         | C.A. Rosetti, Kreis Tulcea         | IV (DD)        | Waldschutzgebiet                        | 2.825       |      |
| Nationalpark Măcin-Gebirge         | Kreis Tulcea                       | II             | Nationalpark, Biotopkomplex             | 11.151      |      |
| Babadag-Wald                       | Babadag                            | IV (MM)        | Waldschutzgebiet, Biotopkomplex         | 618         |      |
| Buchenwald Valea Fagilor           | Luncavița, Kreis Tulcea            | IV (MM)        | Waldschutzgebiet                        | 154         |      |
| Geologisches Reservat Agighiol     | Agighiol, Kreis Tulcea             | III (MM)       | Naturdenkmal, Geologisches Schutzgebiet | 9,70        |      |
| Pfingstrosenhügel Dealul Bujoarele | Babadag, Kreis Tulcea              | IV (MM)        | Natur- und Landschaftsschutz            | 50,80       |      |
| Fliederreservat Valea Oilor        | Babadag                            | IV (MM)        | Natur- und Landschaftsschutz            | 0,35        |      |
| Fliederreservat Fântâna Mare       | Fântâna Mare, Kreis Tulcea         | IV (MM)        | Natur- und Landschaftsschutz            | 0,30        |      |
| Sonstige Naturschutzgebiete        | Kreis Tulcea                       |                |                                         |             |      |
| Secarul-Gipfel                     | Atmagea, Kreis Tulcea              | IV             | Geologie- und Waldschutzgebiet          | 34,50       |      |
| Buchenwald Valea Fagilor           | Turcoaia, Kreis Tulcea             | IV             | Paläontologisches Schutzgebiet          | 8           |      |
| Botanisches Reservat Korum Tarla   | Babadag, Kreis Tulcea              | IV             | Natur- und Landschaftsschutz            | 2           |      |